# Municipio de Jubilee
El municipio de Jubilee (en inglés: Jubilee Township) es un municipio ubicado en el condado de Peoria en el estado estadounidense de Illinois. En el año 2010 tenía una población de 1695 habitantes y una densidad poblacional de 18,05 personas por km².

## Geografía
El municipio de Jubilee se encuentra ubicado en las coordenadas 40°50′28″N 89°48′37″O / 40.84111, -89.81028. Según la Oficina del Censo de los Estados Unidos, el municipio tiene una superficie total de 93.92 km², de la cual 93,9 km² corresponden a tierra firme y (0,02 %) 0,02 km² es agua.

## Demografía
Según el censo de 2010, había 1695 personas residiendo en el municipio de Jubilee. La densidad de población era de 18,05 hab./km². De los 1695 habitantes, el municipio de Jubilee estaba compuesto por el 97,82 % blancos, el 0,18 % eran afroamericanos, el 0,35 % eran amerindios, el 0,77 % eran asiáticos, el 0,06 % eran de otras razas y el 0,83 % eran de una mezcla de razas. Del total de la población el 0,77 % eran hispanos o latinos de cualquier raza.